# 日本鉄鋼連盟
一般社団法人日本鉄鋼連盟（にほんてっこうれんめい）は、鉄鋼業の総合的な調査・研究機関として1948年に設立された一般社団法人。

## 事業の目的
日本鉄鋼連盟の事業の目的は、「鉄鋼の健全な生産、流通、消費及び貿易を促進し、もってわが国経済の発展と国民生活の向上に寄与すること」となっている。この目的のもと、調査、分析、新技術の開発、「低炭素社会実行計画」・「循環型社会づくり」をはじめとする環境問題への取組み、さらに産業技術短期大学等を活用した優秀な人材の確保・育成など、様々な問題に取り組んでいる。
1. 鉄鋼の生産、流通、貿易および消費に関する調査研究
2. 鉄鋼に関する技術の開発向上および普及促進
3. 鉄鋼に関する環境および安全に係る調査研究と対策の推進
4. 鉄鋼に関する労働および経営の改善合理化に係わる調査研究
5. 鉄鋼に関する標準化の推進
6. 鉄鋼の取引に関する合理化の推進
7. 鉄鋼の貿易振興に係わる施策の推進
8. 鉄鋼に関する情報の収集および提供
9. 鉄鋼に関し、政府および関係機関に対する意見の表明ならびに具申または答申
10. 以上に掲げるもののほか、本連盟の目的を達成するために必要な事業

## 会員
- メーカー - 日本製鉄・JFEスチール・神戸製鋼所・日本冶金工業・プロテリアル・日本製鋼所・大同特殊鋼・愛知製鋼・東洋鋼鈑・トピー工業・中山製鋼所・三菱製鋼・東北特殊鋼・新日本電工・中部鋼鈑など50社
- 商社 - 伊藤忠丸紅鉄鋼・メタルワン・阪和興業・三井物産・住友商事・兼松など56社
- 団体 - ステンレス協会・日本鋳鍛鋼会・普通鋼電炉工業会・全国厚板シヤリング工業組合・全国コイルセンター工業組合・全国ファインスチール流通協議会の6団体

## 役員
役員構成は以下の通り。
- 会長 - 今井正　（日本製鉄 代表取締役社長）
- 副会長 - 広瀬政之　（JFEスチール 代表取締役社長）
- 副会長 - 勝川四志　（神戸製鋼所 代表取締役社長）
- 副会長 - 北村京介　（メタルワン 代表取締役社長）
- 副会長 - 石谷誠　（伊藤忠丸紅鉄鋼 代表取締役社長）

## 歴代会長
- 初代 - 三鬼隆（1948年11月 - 1952年4月）
- 2代 - 渡邊義介（1952年5月 - 1956年1月）
- 3代 - 小島新一（1956年5月 - 1963年4月）
- 4代 - 永野重雄（1963年4月 - 1965年4月）
- 5代 - 稲山嘉寛（1965年4月 - 1979年4月）
- 6代 - 斎藤英四郎（1979年4月 - 1984年4月）
- 7代 - 武田豊（1984年4月 - 1989年5月）
- 8代 - 齋藤裕（1989年5月 - 1995年5月）
- 9代 - 今井敬（1995年5月 - 1998年5月）
- 10代 - 千速晃（1998年5月 - 2003年5月）
- 11代 - 三村明夫（2003年5月 - 2006年5月）
- 12代 - 馬田一（2006年5月 - 2008年5月）
- 13代 - 宗岡正二（2008年5月 - 2010年5月）
- 14代 - 林田英治（2010年5月 - 2012年5月）
- 15代 - 友野宏（2012年5月- 2014年5月）
- 16代 - 林田英治（2014年5月 - 2015年3月）
- 17代 - 柿木厚司（2015年3月 - 2016年5月）
- 18代 - 進藤孝生（2016年5月 - 2018年5月）
- 19代 - 柿木厚司（2018年5月 - 2019年3月）
- 20代 - 北野嘉久（2019年3月 - 2019年6月）
- 21代 - 橋本英二（2019年6月 - 2022年5月）
- 22代 - 北野嘉久（2022年5月 - 2024年5月）
- 23代 - 今井正（2024年5月 -）

2006年より、日本製鉄（旧新日本製鐵）社長とJFEスチール社長が2年ごとに輪番で会長を務めている。

## 沿革
- 1948年11月 - 日本鉄鋼会と労働問題の調査研究機関であった日本鉄鋼業経営者連盟を統合し発足[3]。
- 2001年11月 - 鋼材倶楽部、日本鉄鋼輸出組合を加えた３団体の統合により、新生・日本鉄鋼連盟として発足[3]。
- 2011年4月 - 社団法人から一般社団法人に移行[4]。

## 人材確保・育成
鉄鋼業界では、戦後から現在まで、業界をあげて優秀な人材の確保・育成に努力している。
近年では、鉄鋼業界として次世代の鉄鋼業界を担う人材の確保が最重要課題との共通認識のもと、主に次のような活動を展開し、鉄鋼業の社会認知度の向上に努めている。

### 鉄鋼業界への優秀な人材確保活動
- 駅貼ポスターや就職サイト（リクナビ・マイナビ鉄鋼業界特集）等を活用した鉄鋼業の先進性、将来性についての認知活動。

### 将来を担う世代（小学生等）の育成
- 小学生を対象に、鉄鋼業に関するパンフレット「鉄山先生の鉄学じゃ！」、DVD「鉄腕博士草野仁の鉄学しよう！」の配布（日本鉄鋼連盟HPよりダウンロード可能）。
- 製鉄所見学会の実施ならびに科学技術館鉄鋼展示室でのワークショップの実施等により鉄鋼業への興味を引き出す活動を展開。

### 情報発信活動
- 小中学生、高大学生、教師、一般人、鉄鋼関係者等、あらゆる人々にとって利用価値のある鉄鋼関連情報の総合サイトとしてのホームページの拡充。
- 平成18年度および19年度の新卒採用PRポスターには、アメリカのヘヴィメタルバンド、元メガデスのマーティ・フリードマンをイメージキャラクターとして採用し話題となる。その時のキャッチコピーは「メタルはイケてるのか？」、「メタルはイケてるぜ！！」。
- 平成20年度の新卒採用PRポスターには、近代製鉄発祥150周年記念事業広報大使を務めたアーティスト石井竜也を起用、キャッチコピーは「夢は熱いうちに打て」。

### 産業技術短期大学の活用
- 1962年、一般社団法人日本鉄鋼連盟の発起により、産業技術短期大学（兵庫県尼崎市・開学時は関西鉄鋼短期大学）を開学した。
- 日本の鉄鋼業界には、「鉄鋼業自らが大学を設立して業界の技術者を養成するとともに、一般社会の優秀な青年の教育にも貢献していくことで、社会とともに鉄鋼業の繁栄を目指す」という高い志と壮大な理念がある。この理念は、例えば「事業は人なり」、「経営においては、まず何よりも人を育てていかなければならない。単に仕事ができ、技術が優れている人ではだめで、『人間として社会人として立派な人』を育てなければ企業として発展しない」という考え方に通じている。
- 産業技術短期大学は、鉄鋼業が一丸となって開設した「世界でも類例を見ない特色ある大学」であり、2年間で4年制大学レベルの技術者教育を行うことを目標に、4年制大学水準のカリキュラムが設定された。また、そのモデルとなるような施設設備と人材が用意された。
- 日本鉄鋼連盟は、産業技術短期大学で日本製鉄・JFEスチール・神戸製鋼所・日新製鋼・日立金属・日本製鋼所・大同特殊鋼・愛知製鋼・東洋鋼鈑・トピー工業・中山製鋼所・三菱製鋼・新日本電工・中部鋼鈑などをはじめとする鉄鋼各社の従業員を再教育して、将来を担う優秀な技術者を育成してきた。具体的には、「製造現場における知識創造と人材の多機能育成政策・綿密な能力開発策のひとつとして、企業内選抜を経て中堅技術者への昇進に結びつく産業技術短期大学への派遣を行う政策の実行」であり、このような人材育成形態（教育訓練形態）を「オフ・ザ・ジョブ・トレーニング・OFF-JT」という。
- 鉄鋼業界各社から企業派遣学生として2年間産業技術短期大学で学んだ者は、現在までの合計で6,000名を越える。
- 人材の確保・育成は鉄鋼業界発展のための大きな課題であり、産業技術短期大学を活用するなど、今後も積極的に人材獲得・育成に取り組むものと見られる。